# يان كريستيانسن (متزلج سريع)
يان كريستيانسن (بالنرويجية البوكمول: Jan Kristiansen)‏ هو متزلج سريع نرويجي، ولد في 22 مايو 1934 في أوسلو في النرويج.

## وصلات خارجية
- يان كريستيانسن على موقع SpeedSkatingBase.eu (الإنجليزية)
- يان كريستيانسن على موقع SpeedSkatingNews.info (الإنجليزية)
- يان كريستيانسن على موقع SpeedSkatingStats.com (الإنجليزية)
- يان كريستيانسن على موقع اللجنة الأولمبية الدولية (الإنجليزية)
- يان كريستيانسن على موقع أوليمبيديا (الإنجليزية)